# Lapide commemorativa del Templo Mayor
La lapide commemorativa del Templo Mayor è una pietra scolpita e lucidata di colore verde, che si crede essere stata creata per commemorare il completamento del Templo Mayor di Tenochtitlán, nel 1487.
Potrebbe essere stata collocata su uno dei muri del tempio. Contiene la raffigurazione dei governanti Tízoc e Ahuitzotl, e riporta per due volte la data 8 canne (cioè il 1487) del calendario azteco.
Attualmente è esposta presso il Museo nazionale di antropologia di Città del Messico.